# Campionato Baiano 2023
Il Campionato Baiano 2023 è stata la 119ª edizione della massima serie del campionato Baiano. La stagione è iniziata il 10 gennaio 2023 e si è conclusa il 2 aprile 2023.

## Stagione

### Novità
Al termine della stagione 2022, sono retrocesse in Segunda Divisão Vitória da Conquista e UNIRB. Dalla seconda divisione, invece, sono state promosse Itabuna e Jacobinense.

### Formato
Le dieci squadre si affrontano dapprima in una prima fase, consistente in un girone da dieci squadre. Le prime quattro classificate di tale girone, accederanno alla seconda fase che decreterà la vincitrice del campionato. Le ultime due classificate, retrocedono in Segunda Divisão.
La formazione vincitrice, potrà partecipare alla Série D 2024, alla Coppa del Brasile 2024 e alla Copa do Nordeste 2024. La seconda classificata, alla Série D e alla Coppa del Brasile. La squadra terza classificata, solo alla Série D. Nel caso le prime tre classificate siano già qualificate alla Série D o alle serie superiori, l'accesso alla quarta serie andrà a scalare.

## Risultati

### Prima fase
|  | Pos. | Squadra                | Pt | G | V | N | P | GF | GS | DR  |
|  | ---- | ---------------------- | -- | - | - | - | - | -- | -- | --- |
|  | 1    | Bahia                  | 21 | 9 | 7 | 0 | 2 | 12 | 9  | +3  |
|  | 2    | Jacuipense             | 17 | 9 | 5 | 2 | 2 | 13 | 9  | +4  |
|  | 3    | Juazeirense            | 16 | 9 | 5 | 1 | 3 | 12 | 8  | +4  |
|  | 4    | Itabuna                | 15 | 9 | 4 | 3 | 2 | 13 | 9  | +4  |
|  | 5    | Bahia de Feira         | 13 | 9 | 3 | 4 | 2 | 13 | 10 | +3  |
|  | 6    | Vitória                | 12 | 9 | 3 | 3 | 3 | 11 | 11 | 0   |
|  | 7    | Barcelona-BA           | 10 | 9 | 2 | 4 | 3 | 8  | 8  | 0   |
|  | 8    | Atlético de Alagoinhas | 9  | 9 | 2 | 3 | 4 | 8  | 8  | 0   |
|  | 9    | Jacobinense            | 7  | 9 | 2 | 1 | 6 | 5  | 13 | –8  |
|  | 10   | Doce Mel               | 3  | 9 | 0 | 3 | 6 | 3  | 13 | -10 |

Legenda:
 Qualificato per la Seconda fase
      Ammesse alla Serie D 2024.
      Retrocesse in Segunda Divisão 2024.
Note:
Tre punti a vittoria, uno a pareggio, zero a sconfitta.

## Seconda fase
|  | Semifinali | Semifinali  | Semifinali | Semifinali | Semifinali |  |  | Finale | Finale     | Finale | Finale | Finale |  |
|  |            |             |            |            |            |  |  |        |            |        |        |        |  |
|  | 3          | Juazeirense | 0          | 0          | 0          |  |  |        |            |        |        |        |  |
|  | 2          | Jacuipense  | 1          | 3          | 4          |  |  | 2      | Jacuipense | 1      | 0      | 1      |  |
|  | 4          | Itabuna     | 1          | 1          | 2          |  |  | 1      | Bahia      | 1      | 3      | 4      |  |
|  | 1          | Bahia       | 0          | 4          | 4          |  |  |        |            |        |        |        |  |